# Montescano
Montescano (lombardul: Munscän) település Olaszországban, Lombardia régióban, Pavia megyében. Lakosainak száma 417 fő (2023. január 1.). Montescano Canneto Pavese, Montù Beccaria és Castana községekkel határos.

## Népesség
A település lakossága az elmúlt években az alábbi módon változott:
| Lakosok száma | 406  | 427  | 417  |
|               | 2017 | 2018 | 2023 |